# (2187) La Silla
(2187) La Silla est un astéroïde de la ceinture principale.

## Description
(2187) La Silla est un astéroïde de la ceinture principale. Il fut découvert le 24 octobre 1976 à La Silla par Richard M. West. Il présente une orbite caractérisée par un demi-grand axe de 2,54 UA, une excentricité de 0,12 et une inclinaison de 13,3° par rapport à l'écliptique.

## Nom
(2187) La Silla a été nommé d'après la montagne chilienne de La Silla, qui est située dans le désert d'Atacama. C'est un site privilégié pour l'observation astronomique puisque l'observatoire de La Silla a été construit à son sommet. La citation de nommage mentionne effectivement :

« Nommé d'après la montagne dans le désert chilien d'Atacama au sommet de laquelle se trouve l'Observatoire européen austral. »

— Minor Planet Circular 5039

## Compléments